# Kandahar-Massaker

Lage der Provinz Kandahar in Afghanistan

Das Kandahar-Massaker fand am Sonntag, dem 11. März 2012 um etwa 3.00 Uhr Ortszeit im Dorf Najib Yan (nach anderen Angaben in den zwei Dörfern Balandi und Alkozai) im Distrikt Panjwai in der Provinz Kandahar in Afghanistan statt. United States Army Staff Sergeant Robert Bales ging dabei ein Nachtsichtgerät tragend vom Feldlager, einem Combat Outpost namens Camp Belambay, in den Ort und erschoss und erstach dort während eines Amoklaufs in drei Häusern 16 Zivilisten, darunter 9 Kinder und 3 Frauen. Einige der Opfer verbrannte er danach.
Bales, der nach drei Einsätzen im Irak seit Dezember 2011 erstmals in Afghanistan war, war Angehöriger einer Stryker Brigade der 2. Infanteriedivision und in der Joint Base Lewis-McChord in Fort Lewis stationiert. Auftrag seiner Einheit und der Green Berets vor Ort war eine Village Stabilization Operation. Das beinhaltete unter anderem, Kontakt mit der einheimischen Bevölkerung zu halten, Ausbildung und Präsenz der Afghanischen Nationalpolizei zu unterstützen und Talibanführer aufzuspüren. Die Region war früher eine Hochburg der Taliban gewesen, die Lage hatte sich aber in den vergangenen Jahren beruhigt.
Nach Angaben des amerikanischen Militärs hatte Bales in der Tatnacht gemeinsam mit zwei anderen Soldaten entgegen dem bestehenden Verbot Alkohol getrunken. Während seiner Einsätze in Irak verlor er wahrscheinlich durch eine Mine Teile seines Fußes und wurde wegen eines Schädel-Hirn-Traumas behandelt. Der Anwalt von Bales und auch das Militär schließen eine Erkrankung Bales an PTSD nicht aus. Auch stellten einige Medien die Frage, ob die Einnahme von Mefloquin, eines möglicherweise durch die US-Armee eingesetzten Medikaments zur Malaria-Prophylaxe, einen Einfluss auf Bales psychische Verfassung zur Tatzeit hatte; eine vollständige Herausgabe seiner medizinischen Akte wird von den zuständigen Stellen bislang verweigert. Trotz des Einspruchs der afghanischen Regierung wurde Bales bald nach dem Amoklauf aus dem Land gebracht und in Fort Leavenworth festgesetzt. Eine zuerst geplante Verlegung nach US-Militärbasen in Kuwait scheiterte am Protest des dortigen Regimes.
Am 13. März wurde eine von Hamid Karsai ernannte Delegation, die den Schauplatz des Massakers untersuchen sollte, von Aufständischen angegriffen. Unter den Delegierten waren zwei Brüder von Karsai und der Minister für Stammesfragen und Sondergesandte für Südafghanistan, Asadullah Chalid.

## Robert Bales

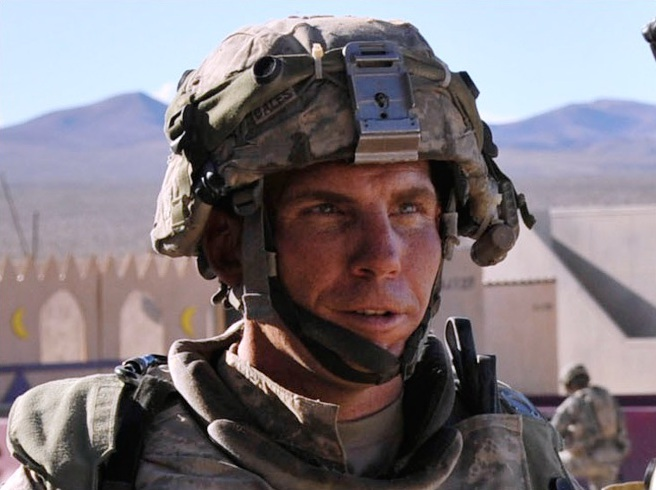
Robert Bales im National Training Center (August 2011)

Robert Bales war zur Tatzeit 38 Jahre alt, verheiratet und Vater einer Tochter und eines Sohns. Eine Beförderung zum Sergeant First Class war ihm 2011 verweigert worden. Wegen 17-fachen Mordes sowie wegen mehrfachen versuchten Mordes sowie schwerer Körperverletzung wurde der im Militärgefängnis Fort Leavenworth in Kansas einsitzende Täter vor ein Gericht gestellt. Nach Angaben des US-Verteidigungsministers Leon Panetta hätte er in dem folgenden Prozess zum Tode verurteilt werden können.
Am 5. November 2012 fand eine erste Anhörung statt. Laut der Anklageschrift wurde ihm 16-facher Mord, versuchter Mord in sechs Fällen, Körperverletzung sowie Drogen- und Alkoholmissbrauch im Dienst vorgeworfen.
Ende Mai 2013 gab der Anwalt von Bales bekannt, dass sein Mandant im Zuge eines Handels die Tat gestehen werde. Im Gegenzug sei ihm von der Staatsanwaltschaft die Aussetzung der Todesstrafe zugesagt worden. Am 5. Juni 2013 legte Bales vor dem Militärgericht ein vollständiges Geständnis ab. Richter Nance nahm das Schuldbekenntnis an. Am 23. August 2013 wurde er zu lebenslanger Haft verurteilt. Dabei wurde ausdrücklich ausgeschlossen, dass Bales’ Strafe nach 20 Jahren zur Bewährung ausgesetzt werden könnte.

## Mehrtäterversion
Nach Augenzeugenberichten, die unter anderem die New York Times nennt, und gemäß einem Untersuchungsteam afghanischer Parlamentsabgeordneter, die zwei Tage lang den Tatort inspizierten und Überlebende befragten, handelte Bales nicht alleine, sondern es wird von bis zu 20 Soldaten berichtet, die das Massaker in zwei Gruppen aufgeteilt verübten. Dabei sollen sie von Helikoptern unterstützt worden sein und mit Leuchtmunition geschossen haben. Ein Überwachungsvideo, das von einem Ballon aus aufgenommen wurde, als man Bales in Camp Belambay vermisste, zeigt ihn jedoch von der Tat allein in das Feldlager zurückkehrend, was auch von einem afghanischen Offiziellen bestätigt wurde.

## Dokumentation „Stille Nacht“
2013 veröffentlichte die Regisseurin Lela Ahmadzai eine Webdokumentation mit dem Titel „Stille Nacht“, die den Schwerpunkt auf Interviews mit Angehörigen legt.